# Jan Ptaszyn Wróblewski

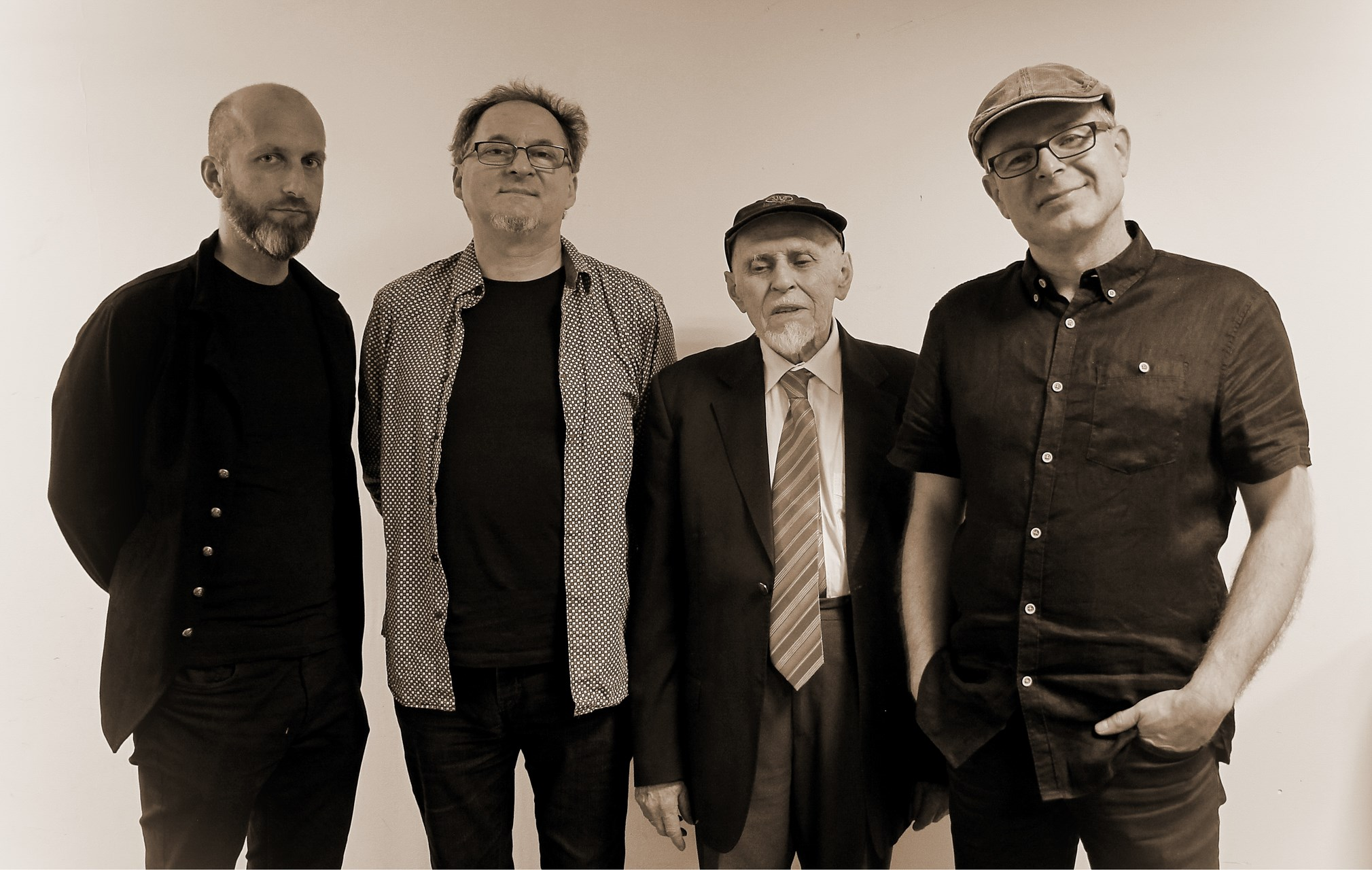
Jan Ptaszyn Wróblewski Quartet 2017 (Andrzej Święs, Wojtek Niedziela, Jan Ptaszyn Wróblewski, Marcin Jahr) (2017)

Jan Ptaszyn Wróblewski, właśc. Jan Wróblewski (ur. 27 marca 1936 w Kaliszu, zm. 7 maja 2024 w Warszawie) – polski muzyk jazzowy, kompozytor, aranżer i dyrygent, dziennikarz i krytyk muzyczny.
Grał na saksofonie tenorowym i barytonowym. Założył kilka zespołów i angażował się w wiele projektów muzycznych. Od 1970 do śmierci prowadził w Programie III Polskiego Radia autorskie programy jazzowe, m.in. Trzy kwadranse jazzu. Był członkiem Akademii Muzycznej Trójki. Popularyzator muzyki jazzowej w Polsce. Komponował również muzykę filmową (Pan Anatol szuka miliona, Niech żyje miłość) oraz piosenki, wykonywane m.in. przez Ewę Bem, Łucję Prus, Marylę Rodowicz i Andrzeja Zauchę. Tworzył koncerty symfoniczne. Nagrał kilkanaście albumów autorskich, brał udział w nagraniu kilkudziesięciu innych płyt.

## Życiorys

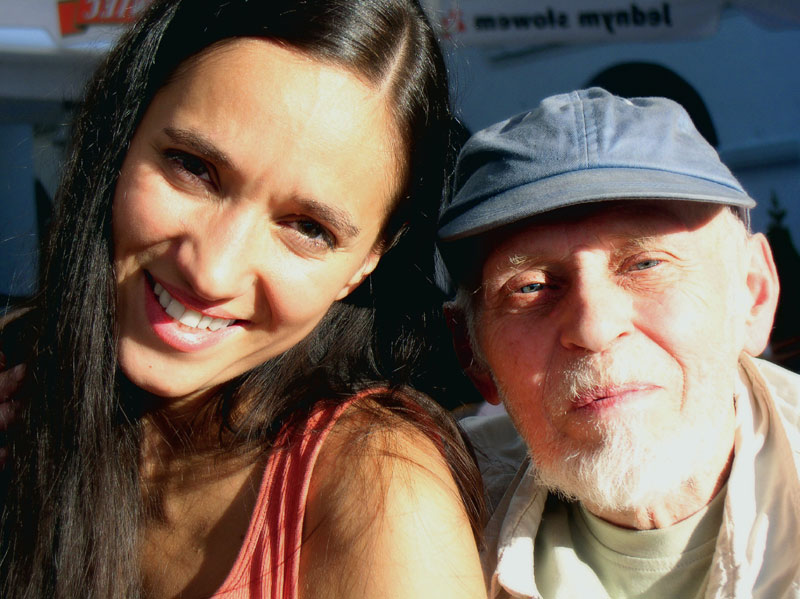
Dorota Miśkiewicz i Jan Wróblewski (2005)

Pochodził z rodziny adwokackiej. Edukację podstawową odebrał w Szkole Podstawowej nr 4 im. Elizy Orzeszkowej, a w 1952 ukończył I Liceum Ogólnokształcące im. Adama Asnyka w Kaliszu. Kształcił się w Podstawowej Szkole Muzycznej w Kaliszu, gdzie uczył się gry na fortepianie, klarnecie i trąbce. Studiował na Wydziale Mechanizacji Rolnictwa Politechniki Poznańskiej i przez rok uczył się w Państwowej Wyższej Szkole Muzycznej w Krakowie.
W okresie nauki w podstawowej szkole muzycznej grał w kaliskim zespole jazzu tradycyjnego. Podczas studiów w Poznaniu założył zespół i współpracował z Kwintetem Jerzego Miliana. W 1956 dołączył do zespołu Krzysztofa Komedy, w którym grał na saksofonie barytonowym. Razem z formacją wystąpił na koncercie podczas otwarcia poznańskiego ośrodka Telewizji Polskiej, a w 1956 i 1957 zagrał na festiwalach jazzowych w Sopocie.
Latem 1958 został muzykiem w orkiestrze Newport International Youth Band, z którą – jako pierwszy polski jazzman i jedyny z krajów zza tzw. żelaznej kurtyny – wystąpił na festiwalu jazzowym w Newport. Występ został pokazany w filmie Jazz on Summer’s Day. Po tym koncercie występował w wielu miastach Stanów Zjednoczonych, a następnie w Europie, Indiach, Afryce i Azji. W 1964 wystąpił z własnym kwartetem w odcinku programu telewizyjnego Jazz – gehört und gesehen.
W latach 1968–1978 kierował Studiem Jazzowym Polskiego Radia. Współpraca z Willisem Conoverem (popularyzatorem Jazzu w Radio Music USA) zaowocowała powstaniem audycji Trzy kwadranse jazzu, którą prowadził nieprzerwanie od 1970 do śmierci.
Był założycielem lub członkiem wielu zespołów, m.in. Jazz Believers (w latach 1958–1959), Kwintet Andrzeja Kurylewicza (1960–1961), Polish Jazz Quartet (1963–1966), Mainstream (1973–1977), SPPT Chałturnik (1970—1977), Extra Ball, Kwartet Ptaszyna Wróblewskiego (1978–1984) i Made In Poland (od 1993).
Skomponował dłuższe utwory, m.in. Wariant Warszawski (koncert na orkiestrę), Maesteso cobinato  (koncertu na saksofon barytonowy i orkiestrę symfoniczną) i Czytanki na orkiestrę (suita), jak też radiowe przeboje (m.in. „Zielono mi” Andrzeja Dąbrowskiego i „Żyj kolorowo” Ewy Bem).
Zrealizował telewizyjny program Jan Ptaszyn Wróblewski prezentuje.
Został pochowany 27 maja 2024 na Cmentarzu Wojskowym na Powązkach.

## Dyskografia

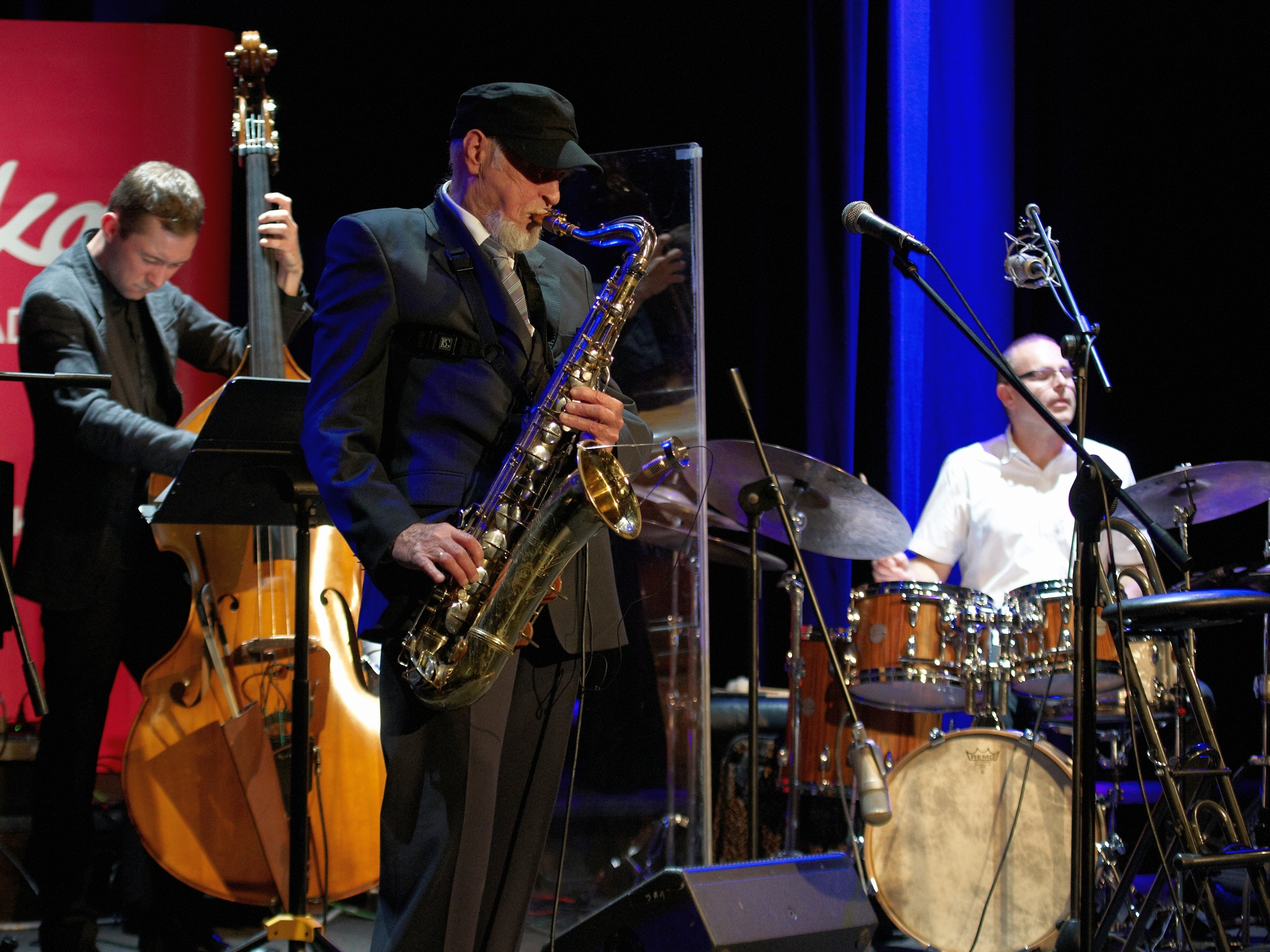
Koncert w Muzycznym Studiu Polskiego Radia im. Agnieszki Osieckiej, Warszawa 2013

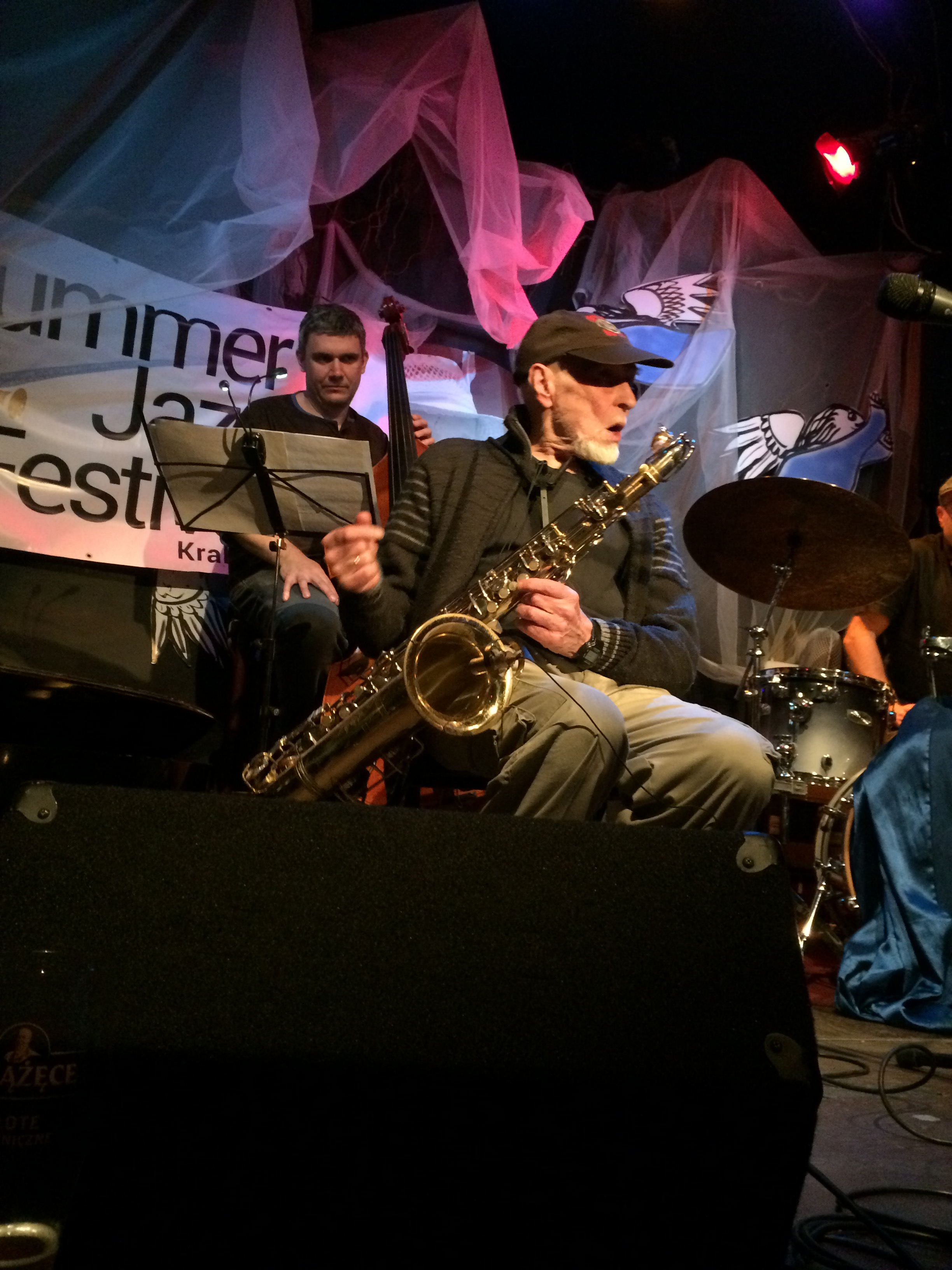
„Ptaszyn” Wróblewski wraz ze swoim kwartetem podczas występu w Piwnicy pod Baranami na Letnim Festiwalu Jazzowym, Kraków 2018

- 1956 Sextet Komedy: Festiwal Jazzowy Sopot
- 1958 All Stars Swingtet
- 1958 Jazz Believers
- 1958 Newport International Youth Band
- 1960 Quintet Ptaszyna Wróblewskiego
- 1960 Jazz Jamboree ’60
- 1961 Jazz Outsiders
- 1961 Kwintet Jerzego Miliana + Jan Ptaszyn Wróblewski
- 1961 Jazz Jamboree ’61
- 1962 Ballet Etudes: The Music of Komeda
- 1963 Kwintet Andrzeja Kurylewicza
- 1965 Polish Jazz Quartet
- 1965 Ptaszyn Wróblewski Quartet
- 1965 Jazz Jamboree ’65
- 1969 Studio Jazzowe Polskiego Radia
- 1972 Sweet Beat
- 1973 Mainstream
- 1973 Sprzedawcy glonów
- 1975 SPPT Chałturnik i Andrzej Rosiewicz
- 1976 Skleroptak
- 1977 Mainstream
- 1977 Kisa Magnusson & Mainstream
- 1978 Jam Session w Akwarium 1
- 1978 Flyin’ Lady
- 1980 Z lotu Ptaka
- 1983 New Presentation
- 1989 Jan Ptaszyn Wróblewski: Polish Jazz
- 1993 Czwartet – Live in Hades
- 1995 Made in Poland
- 1998 Henryk Wars Songs
- 2005 Real Jazz
- 2007 Supercalifragilistic
- 2014 Moi pierwsi mistrzowie – Komeda/Trzaskowski/Kurylewicz (Boogie Production)
- 2017 Polish Jazz Quartet – Meets Studio M-2 (Gad Records)[13]
- 2020 Kwintet Barowy – Do widzenia (GAD Records)[14]

## Filmografia
- „Gramy Standard!” (1976, film dokumentalny, reżyseria: Andrzej Wasylewski)[15]
- „Fotoplastykon, czyli Ptaszyna opisanie podróży do Indyj” (1979, film dokumentalny, reżyseria: Andrzej Wasylewski)[16]
- „Ptaszyn. Życiorys jazzmana” (2003, film dokumentalny, reżyseria Mateusz Szlachtycz)[17]
- „Komeda, Komeda...” (2012, film dokumentalny, reżyseria: Natasza Ziółkowska-Kurczuk)[18]

## Wyróżnienia i nagrody

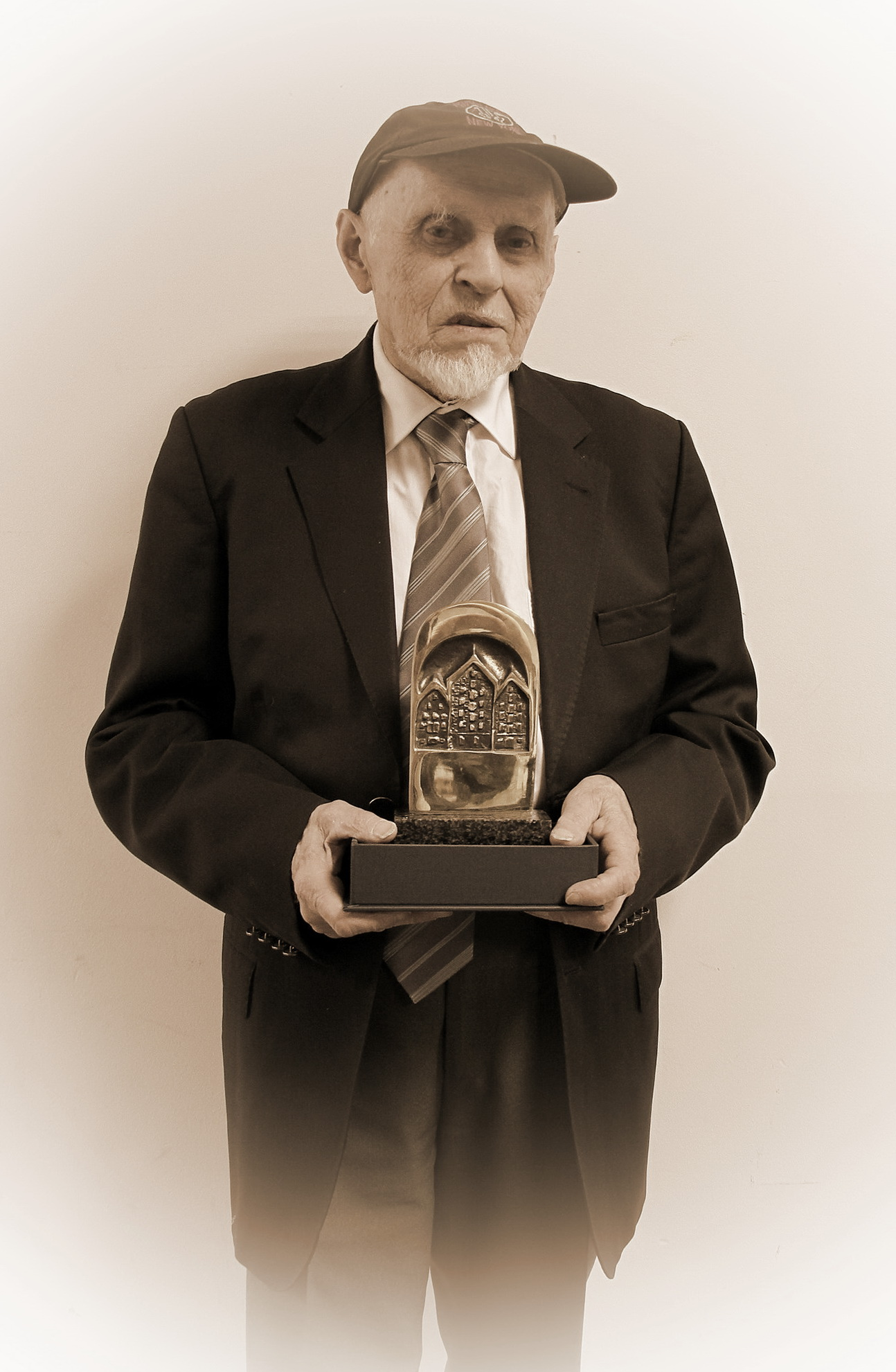
JP Wróblewski z honorową statuetką, Bydgoszcz 2017

- VIII KFPP Opole – wyróżnienie za aranżację (1970)[19]
- XIII KFPP Opole – Nagroda dla piosenki Kolega Maj za najlepszą aranżację (1975)[19]
- „Złoty Mikrofon” za wieloletnie propagowanie muzyki jazzowej na antenie Programu III P.R. (1988)[20]
- Odznaka Honorowa ZAiKS-u (1993)[21]
- Krzyż Komandorski Orderu Odrodzenia Polski (1998)
- Honorowy Obywatel Kalisza (1999)[22], Zamościa (2005)[23] i Bielska-Białej (2019)[24]
- 17 kwietnia 2007 roku został uhonorowany nagrodą Złotego Fryderyka za całokształt twórczości artystycznej
- 14 grudnia 2007 roku z rąk ministra kultury i dziedzictwa narodowego Bogdana Zdrojewskiego odebrał Złoty Medal „Zasłużony Kulturze Gloria Artis”[25]
- Laureat Dorocznej Nagrody Ministra Kultury i Dziedzictwa Narodowego w dziedzinie muzyki (2012)[26]
- Nagroda „Koryfeusz Muzyki Polskiej” w kategorii „Nagroda Honorowa” (2016)[20]
- Nagroda specjalna i członkostwo honorowe ZAiKS-u (2016)[21]
- Paszport „Polityki” – „Kreator Kultury za rok 2016”
- Nagroda Mediów Publicznych w kategorii „Muzyka” (2019)[27]
- 28.02.2023 r. Senat Akademii Muzycznej im. Karola Lipińskiego we Wrocławiu nadał tytuł Doktora honoris causa Janowi Ptaszynowi Wróblewskiemu[28]. Wyróżnienie zostało wręczone w dniu 28.03.2023 we Wrocławiu[29]

## Upamiętnienie

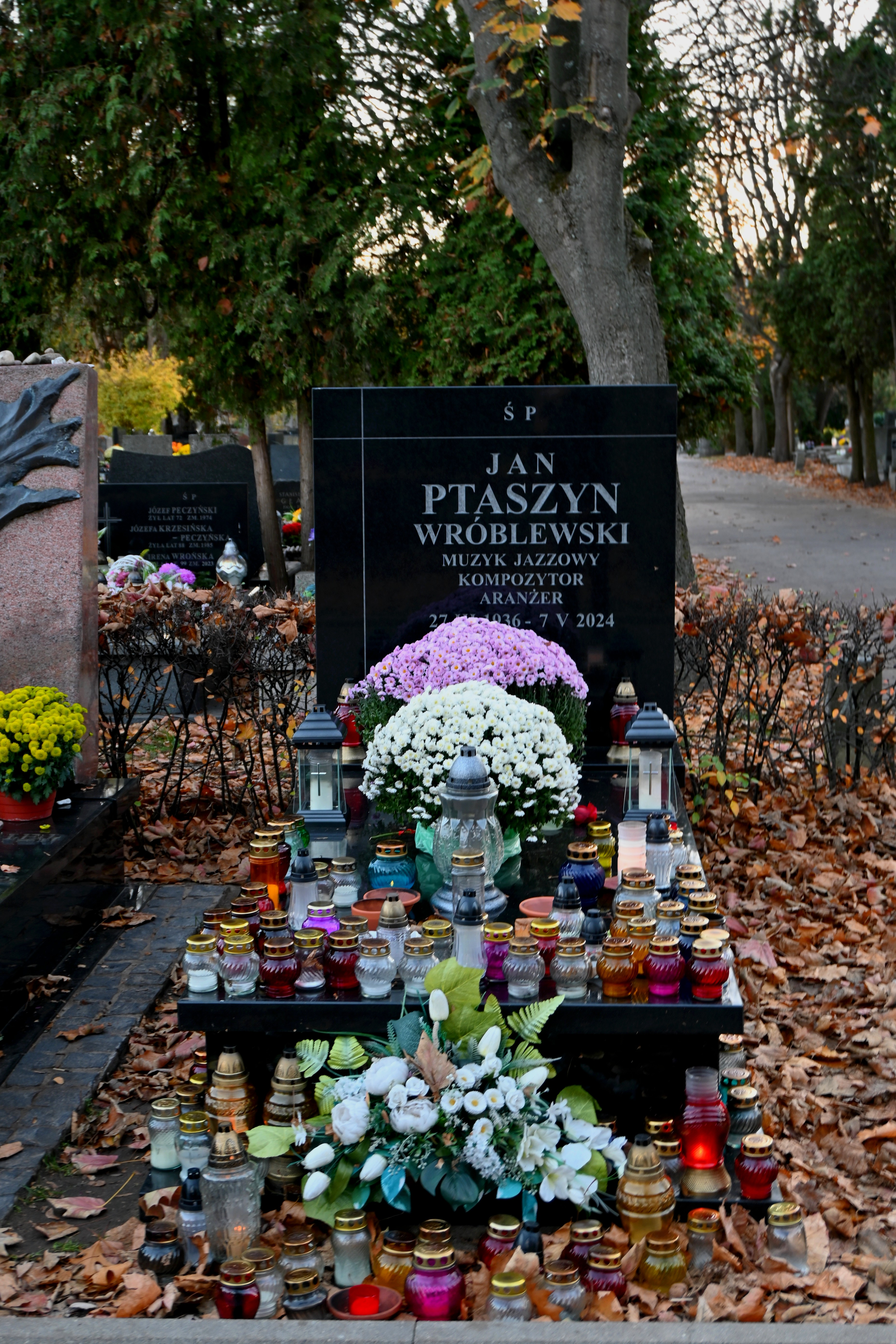
Grób Jana Ptaszyna Wróblewskiego w Alei Zasłużonych na cmentarzu Wojskowym na Powązkach w Warszawie

- Mural na kamienicy przy ulicy Górnośląskiej w Kaliszu prezentujący trzech muzyków T. Stańkę, J.P. Wróblewskiego i Leszka Możdżera, namalowany przez Tanję Prill i Wojciecha Brewkę. Projekt koordynował Ośrodek Kultury Plastycznej Wieża Ciśnień im. Bogdana Jareckiego w Kaliszu[30].
- Mural na budynku Miejskiej i Powiatowej Biblioteki Publicznej w Nowym Tomyślu[31].
- J.P. Wróblewski został wspomniany w piosence Inżynierowie z Petrobudowy autorstwa Stanisława Staszewskiego[32].